# Camelot (film, 1967)
A Camelot egész estés amerikai film. A forgatókönyvet Alan Jay Lerner írta, Joshua Logan rendezte, a zenéjét Frederick Loewe szerezte, a producer Jack L. Warner, a főszerepben Richard Harris, Vanessa Redgrave, Franco Nero és David Hemmings látható.
Amerikában 1967. október 25-én mutatták be.

## Szereposztás
| Szereplő         | Eredeti hang      |
| ---------------- | ----------------- |
| Arthur király    | Richard Harris    |
| Guenevere        | Vanessa Redgrave  |
| Lancelot Du Lac  | Franco Nero       |
| Mordred          | David Hemmings    |
| Pellinore király | Lionel Jeffries   |
| Merlyn           | Laurence Naismith |